# Еготело великий
Еготело великий (Aegotheles insignis) — вид дрімлюгоподібних птахів родини еготелових (Aegothelidae).

## Поширення
Ендемік Нової Гвінеї. Поширений у низовинних вологих лісах на півночі острова та вздовж Центрального хребта.

## Опис
Птах завдовжки 28-30 см і вагою 59–85 г. Верхня частина рудувато-коричнева з нечисленними білими плямами. Нижня частина світліша.

## Спосіб життя
Як і всі еготелові активний вночі. Вдень ховається в дуплах. Живиться комахами. Гніздиться у серпні-вересні.